# Echassèiras
Échassières és un municipi francès, situat al departament de l'Alier i a la regió d'Alvèrnia-Roine-Alps. L'any 2007 tenia 387 habitants.

## Demografia

### Població
El 2007 la població de fet d'Échassières era de 387 persones. Hi havia 146 famílies de les quals 50 eren unipersonals (31 homes vivint sols i 19 dones vivint soles), 42 parelles sense fills, 35 parelles amb fills i 19 famílies monoparentals amb fills.
La població ha evolucionat segons el següent gràfic:
Habitants censats

### Habitatges
El 2007 hi havia 276 habitatges, 152 eren l'habitatge principal de la família, 82 eren segones residències i 41 estaven desocupats. 257 eren cases i 11 eren apartaments. Dels 152 habitatges principals, 119 estaven ocupats pels seus propietaris, 28 estaven llogats i ocupats pels llogaters i 6 estaven cedits a títol gratuït; 2 tenien una cambra, 11 en tenien dues, 27 en tenien tres, 46 en tenien quatre i 67 en tenien cinc o més. 89 habitatges disposaven pel capbaix d'una plaça de pàrquing. A 78 habitatges hi havia un automòbil i a 58 n'hi havia dos o més.

### Piràmide de població
La piràmide de població per edats i sexe el 2009 era:
| Homes | Edats   | Dones |
| ----- | ------- | ----- |
| 0     | 95 o +  | 8     |
| 0     | 90 a 94 | 8     |
| 4     | 85 a 89 | 8     |
| 0     | 80 a 84 | 8     |
| 16    | 75 a 79 | 24    |
| 20    | 70 a 74 | 16    |
| 16    | 65 a 69 | 20    |
| 8     | 60 a 64 | 8     |
| 4     | 55 a 59 | 8     |
| 4     | 50 a 54 | 8     |
| 20    | 45 a 49 | 12    |
| 8     | 40 a 44 | 8     |
| 12    | 35 a 39 | 16    |
| 12    | 30 a 34 | 8     |
| 4     | 25 a 29 | 4     |
| 8     | 20 a 24 | 4     |
| 4     | 15 a 19 | 16    |
| 12    | 10 a 14 | 4     |
| 8     | 5 a 9   | 16    |
| 16    | 0 a 4   | 0     |

## Economia
El 2007 la població en edat de treballar era de 195 persones, 127 eren actives i 68 eren inactives. De les 127 persones actives 103 estaven ocupades (59 homes i 44 dones) i 24 estaven aturades (12 homes i 12 dones). De les 68 persones inactives 37 estaven jubilades, 12 estaven estudiant i 19 estaven classificades com a «altres inactius».

### Ingressos
El 2009 a Échassières hi havia 154 unitats fiscals que integraven 317 persones, la mediana anual d'ingressos fiscals per persona era de 13.618 €.

### Activitats econòmiques
Dels 16 establiments que hi havia el 2007, 1 era d'una empresa extractiva, 2 d'empreses alimentàries, 2 d'empreses de construcció, 4 d'empreses de comerç i reparació d'automòbils, 1 d'una empresa de transport, 1 d'una empresa financera, 1 d'una empresa de serveis, 2 d'entitats de l'administració pública i 2 d'empreses classificades com a «altres activitats de serveis».
Dels 4 establiments de servei als particulars que hi havia el 2009, 1 era una oficina de correu, 2 paletes i 1 perruqueria.
Dels 5 establiments comercials que hi havia el 2009, 1 era una botiga de menys de 120 m², 1 una fleca, 1 una carnisseria, 1 un drogueria i 1 una floristeria.
L'any 2000 a Échassières hi havia 23 explotacions agrícoles que ocupaven un total de 1.040 hectàrees.

## Equipaments sanitaris i escolars
El 2009 hi havia una escola elemental integrada dins d'un grup escolar amb les comunes properes formant una escola dispersa.

## Poblacions més properes
El següent diagrama mostra les poblacions més properes.